# Lista rezervațiilor naturale din județul Mehedinți

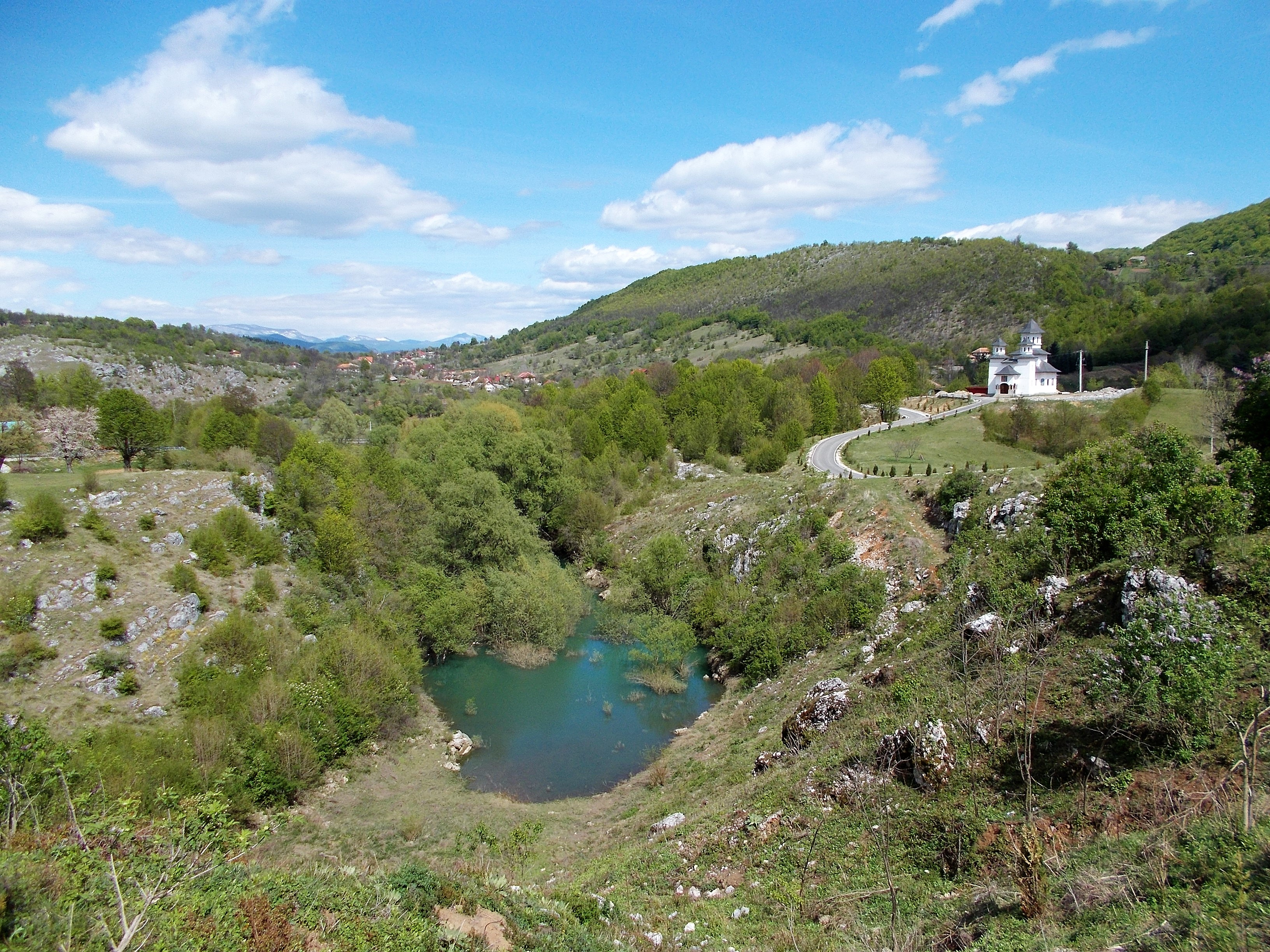
Complexul carstic de la Ponoarele - Lacul Zătonu

Lista rezervațiilor naturale din județul Mehedinți cuprinde ariile protejate de interes național (rezervații naturale), aflate pe teritoriul administrativ al județului Mehedinți, declarate prin Legea Nr. 5 din 6 martie 2000 (privind aprobarea Planului de amenajare a teritoriului național - Secțiunea a III-a - arii protejate) și Hotârârea de Guvern Nr.2151 din 30 noiembrie 2004 (privind instituirea regimului de arie naturală protejată pentru noi zone)

## Lista ariilor protejate
| Denumirea ariei protejate                           | Cod       | Localizare            | Categorie IUCN | Tip                     | Suprafață (ha) | Observații (foto)                                      |
| --------------------------------------------------- | --------- | --------------------- | -------------- | ----------------------- | -------------- | ------------------------------------------------------ |
| Cazanele Mari și Cazanele Mici                      | RONPA0626 | Dubova                | IV             | mixt                    | 215            | Dunărea la Cazane                                      |
| Cheile Coșuștei                                     | RONPA0632 | Balta                 | IV             | geologic și peisagistic | 50             |                                                        |
| Complexul carstic de la Ponoarele                   | RONPA0630 | Ponoarele             | IV             | geologic și peisagistic | 100            | Podul lui Dumnezeu - Complexul carstic de la Ponoarele |
| Cornetul Babelor și Cerboanei                       | RONPA0633 | Balta                 | IV             | mixt                    | 40             | Situl la Nadanova                                      |
| Cornetul Piatra Încălecată                          | RONPA0634 | Isverna               | IV             | mixt                    | 12             |                                                        |
| Cornetul Bălții                                     | RONPA0636 | Balta                 | IV             | mixt                    | 30             | Cornetul Bălții                                        |
| Cheile Topolniței și Peștera Topolniței             | RONPA0635 | Cireșu                | IV             | mixt                    | 60             |                                                        |
| Cornetul Văii și Valea Mănăstirii                   | RONPA0637 | Baia de Aramă         | IV             | mixt                    | 40             |                                                        |
| Cracul Crucii                                       | RONPA0641 | Gura Văii             | IV             | botanic                 | 2              |                                                        |
| Cracul Găioara                                      | RONPA0639 | Dudașu Schelei        | IV             | botanic                 | 5              | HG 2151/2004                                           |
| Dealul Duhovnei                                     | RONPA0624 | Ilovița               | IV             | forestier               | 50             |                                                        |
| Dealul Vărănic                                      | RONPA0625 | Breznița-Ocol         | IV             | mixt                    | 350            |                                                        |
| Fața Virului                                        | RONPA0642 | Drobeta-Turnu Severin | IV             | botanic                 | 6              |                                                        |
| Izvorul și stâncăriile de la Câmana                 | RONPA0613 | Podeni                | III            | mixt                    | 25             | monument al naturii                                    |
| Locul fosilifer Bahna                               | RONPA0628 | Ilovița               | IV             | paleontologic           | 10             |                                                        |
| Locul fosilifer Malovăț                             | RONPA0638 | Malovăț               | IV             | paleontologic           | 6              |                                                        |
| Locul fosilifer Svinița                             | RONPA0627 | Șvinița               | IV             | paleontologic           | 95             |                                                        |
| Locul fosilifer Pietrele Roșii                      | RONPA0643 | Husnicioara           | III            | paleontologic           | 1              | monument al naturii                                    |
| Pădurea Borovăț                                     | RONPA0621 | Bâlvănești            | IV             | forestier               | 30             |                                                        |
| Pădurea Bunget                                      | RONPA0622 | Burila Mare           | IV             | forestier               | 18,20          |                                                        |
| Pădurea Drăghiceanu                                 | RONPA0623 | Obârșia-Cloșani       | IV             | forestier               | 60             |                                                        |
| Pădurea Stârmina                                    | RONPA0629 | Hinova                | IV             | forestier               | 103,30         |                                                        |
| Pădurea de liliac Ponoarele                         | RONPA0617 | Ponoarele             | IV             | forestier și floristic  | 20             |                                                        |
| Pereții calcaroși de la Izvoarele Coșuștei          | RONPA0631 | Balta                 | IV             | geologic și peisagistic | 60             |                                                        |
| Peștera Epuran                                      | RONPA0612 | Jupânești             | IV             | speologic               | 1              |                                                        |
| Rezervația Gura Văii - Vârciorova                   | RONPA0614 | Gura Văii             | IV             | floristic               | 305            |                                                        |
| Tufărișurile mediteraneene de la Isverna            | RONPA0618 | Isverna               | IV             | forestier și floristic  | 10             |                                                        |
| Tufărișurile mediteraneene Cornetul Obârșia-Cloșani | RONPA0640 | Obârșia-Cloșani       | IV             | mixt                    | 60             | Tufărișurile mediteraneene de la Isverna               |
| Vârful lui Stan                                     | RONPA0619 | Isverna               | IV             | geologic și peisagistic | 120            | Vârful luiStan                                         |
| Valea Oglănicului                                   | RONPA0615 | Breznița-Ocol         | IV             | mixt                    | 150            |                                                        |
| Valea Țesna                                         | RONPA0620 | Balta                 | IV             | mixt                    | 160            |                                                        |